# Remilly-Wirquin
Remilly-Wirquin é uma comuna francesa na região administrativa de Altos da França, no departamento de Pas-de-Calais. Estende-se por uma área de 5,23 km². Em 2010 a comuna tinha 361 habitantes (densidade: 69 hab./km²).